# Copa do Brasil 1989
Der Copa do Brasil ist der erste nationale Fußball-Pokal-Wettbewerb in Brasilien. Die Copa wurde vom Brasilianischen Sportverband, dem CBF, ausgerichtet. Der Pokalsieger war als Teilnehmer an der Copa Libertadores 1990 qualifiziert.

## Saisonverlauf
Der Wettbewerb startete am 19. Juli 1989 in seine Saison und endete am 2. September 1989. Am Ende der Saison wurde der Grêmio FBPA der erste Titelträger. Torschützenkönig wurde mit 7 Treffern Gérson da Silva von Atlético Mineiro.
Das erste Tor in dem Wettbewerb überhaupt erzielte Alcindo Sartori von CR Flamengo. Das Tor erzielte er im Erstrunden Hinspiel gegen den Paysandu SC am 19. Juli 1989 in der 29. Minute.
Höchster Sieg
- Atlético Mineiro – América FC (RN): 7:0 (22. Juli 1989)

## Teilnehmer
Es nahmen 32 Klubs teil. Der Modus bestand aus einem K.-o.-System. Teilnehmer waren die Sieger der Staatsmeisterschaften 1988 sowie teilweise deren Vizemeister.
| Bundesstaat         | Klub                          | Qualifizierung          |
| ------------------- | ----------------------------- | ----------------------- |
| Alagoas             | CS Alagoano                   | Staatsmeister 1988      |
| Amazonas            | Atlético Rio Negro Clube (AM) | Staatsmeister 1988      |
| Bahia               | EC Bahia                      | Staatsmeister 1988      |
| Bahia               | EC Vitória                    | Vize-Staatsmeister 1988 |
| Brasília            | Grêmio Esportivo Tiradentes   | Staatsmeister 1988      |
| Ceará               | Ferroviário AC (CE)           | Staatsmeister 1988      |
| Ceará               | Fortaleza EC                  | Vize-Staatsmeister 1988 |
| Espírito Santo      | Ibiraçu EC                    | Staatsmeister 1988      |
| Goiás               | Atlético Goianiense           | Staatsmeister 1988      |
| Goiás               | Goiás EC                      | Vize-Staatsmeister 1988 |
| Maranhão            | Sampaio Corrêa FC             | Staatsmeister 1988      |
| Mato Grosso         | Mixto EC                      | Staatsmeister 1988      |
| Mato Grosso do Sul  | Operário FC (MS)              | Staatsmeister 1988      |
| Minas Gerais        | Atlético Mineiro              | Staatsmeister 1988      |
| Minas Gerais        | Cruzeiro EC                   | Vize-Staatsmeister 1988 |
| Pará                | Paysandu SC                   | Staatsmeister 1988      |
| Paraíba             | Botafogo FC (PB)              | Staatsmeister 1988      |
| Paraná              | Athletico Paranaense          | Staatsmeister 1988      |
| Paraná              | EC Pinheiros (PR)             | Vize-Staatsmeister 1988 |
| Pernambuco          | Sport Recife                  | Staatsmeister 1988      |
| Pernambuco          | Náutico Capibaribe            | Vize-Staatsmeister 1988 |
| Piauí               | EC Flamengo                   | Staatsmeister 1988      |
| Rio de Janeiro      | CR Vasco da Gama              | Staatsmeister 1988      |
| Rio de Janeiro      | CR Flamengo                   | Vize-Staatsmeister 1988 |
| Rio Grande do Norte | América FC (RN)               | Staatsmeister 1988      |
| Rio Grande do Sul   | Grêmio FBPA                   | Staatsmeister 1988      |
| Rio Grande do Sul   | SC Internacional              | Vize-Staatsmeister 1988 |
| Santa Catarina      | Avaí FC                       | Staatsmeister 1988      |
| Santa Catarina      | Blumenau EC                   | Vize-Staatsmeister 1988 |
| São Paulo           | SC Corinthians                | Staatsmeister 1988      |
| São Paulo           | Guarani FC                    | Vize-Staatsmeister 1988 |
| Sergipe             | AD Confiança                  | Staatsmeister 1988      |

## Modus
Es zählte nach Hin- und Rückspiel nur die Anzahl der Siege. Ergab dieses keinen Sieger, zählte das Torverhältnis.

## Turnierplan
Im Achtelfinale der Mixto EC das Rückspiel gegen Grêmio FBPA nicht an (Hinspiel 5:0 für Grêmio). Der Klub begründete es damit keine entsprechenden Flugtickets erhalten zu können.
|  | Sechzehntelfinale    | Sechzehntelfinale | Sechzehntelfinale |  |  | Achtelfinale       | Achtelfinale | Achtelfinale     |   |   | Viertelfinale | Viertelfinale | Viertelfinale |   |   | Halbfinale  | Halbfinale | Halbfinale  |     |  | Finale       | Finale | Finale |
|  |                      |                   |                   |  |  |                    |              |                  |   |   |               |               |               |   |   |             |            |             |     |  |              |        |        |
|  | SC Internacional     | 0                 | 2                 |  |  |                    |              |                  |   |   |               |               |               |   |   |             |            |             |     |  |              |        |        |
|  | CS Alagoano          | 0                 | 0                 |  |  | SC Internacional   | 0            | 0                |   |   |               |               |               |   |   |             |            |             |     |  |              |        |        |
|  | Goiás EC             | 1                 | 3                 |  |  | Goiás EC           | 0            | 4                |   |   |               |               |               |   |   |             |            |             |     |  |              |        |        |
|  | Ferroviário AC (CE)  | 0                 | 1                 |  |  |                    |              |                  |   |   | Goiás EC      | 3             | 0             |   |   |             |            |             |     |  |              |        |        |
|  | Náutico Capibaribe   | 1                 | 0                 |  |  |                    |              | Atlético Mineiro | 0 | 2 |               |               |               |   |   |             |            |             |     |  |              |        |        |
|  | Athletico Paranaense | 0                 | 0                 |  |  | Náutico Capibaribe | 1            | 0                |   |   |               |               |               |   |   |             |            |             |     |  |              |        |        |
|  | América FC (RN)      | 0                 | 0                 |  |  | Atlético Mineiro   | 1            | 3                |   |   |               |               |               |   |   |             |            |             |     |  |              |        |        |
|  | Atlético Mineiro     | 3                 | 1                 |  |  |                    |              |                  |   |   |               |               |               |   |   | Goiás EC    | 2          | 0           |     |  |              |        |        |
|  | EC Vitória           | 2                 | 0                 |  |  |                    |              |                  |   |   |               |               | Sport Recife  | 1 | 1 |             |            |             |     |  |              |        |        |
|  | Avaí FC              | 0                 | 1                 |  |  | EC Vitória         | 0            | 2                |   |   |               |               |               |   |   |             |            |             |     |  |              |        |        |
|  | Rio Negro            | 1                 | 1                 |  |  | Vasco              | 0            | 1                |   |   |               |               |               |   |   |             |            |             |     |  |              |        |        |
|  | Vasco                | 1                 | 2                 |  |  |                    |              |                  |   |   | EC Vitória    | 1             | 0             |   |   |             |            |             |     |  |              |        |        |
|  | Guarani FC           | 3                 | 1                 |  |  |                    |              | Sport Recife     | 0 | 2 |               |               |               |   |   |             |            |             |     |  |              |        |        |
|  | EC Flamengo          | 1                 | 1                 |  |  | Guarani FC         | 1            | 0                |   |   |               |               |               |   |   |             |            |             |     |  |              |        |        |
|  | Fortaleza EC         | 0                 | 0                 |  |  | Sport Recife       | 1            | 1                |   |   |               |               |               |   |   |             |            |             |     |  |              |        |        |
|  | Sport Recife         | 0                 | 1                 |  |  |                    |              |                  |   |   |               |               |               |   |   |             |            |             |     |  | Sport Recife | 0 1    |        |
|  | Blumenau EC          | 1                 | 1                 |  |  |                    |              |                  |   |   |               |               |               |   |   |             |            | Grêmio FBPA | 0 2 |  |              |        |        |
|  | Operário FC (MS)     | 1                 | 0                 |  |  | Blumenau EC        | 1            | 1                |   |   |               |               |               |   |   |             |            |             |     |  |              |        |        |
|  | CR Flamengo          | 2                 | 2                 |  |  | CR Flamengo        | 3            | 3                |   |   |               |               |               |   |   |             |            |             |     |  |              |        |        |
|  | Paysandu SC          | 0                 | 1                 |  |  |                    |              |                  |   |   | CR Flamengo   | 2             | 2             |   |   |             |            |             |     |  |              |        |        |
|  | Sampaio Corrêa FC    | 3                 | 0                 |  |  |                    |              | SC Corinthians   |   |   |               |               |               |   |   |             |            |             |     |  |              |        |        |
|  | SC Corinthians       | 2                 | 1                 |  |  | SC Corinthians     | 5            | 0                |   |   |               |               |               |   |   |             |            |             |     |  |              |        |        |
|  | Tiradentes           | 1                 | 0                 |  |  | Tiradentes         | 0            | 1                |   |   |               |               |               |   |   |             |            |             |     |  |              |        |        |
|  | Atlético Goianiense  | 0                 | 0                 |  |  |                    |              |                  |   |   |               |               |               |   |   | CR Flamengo | 2          | 1           |     |  |              |        |        |
|  | Cruzeiro EC          | 0                 | 1                 |  |  |                    |              |                  |   |   |               |               | Grêmio FBPA   | 1 | 6 |             |            |             |     |  |              |        |        |
|  | Botafogo FC          | 0                 | 1                 |  |  | Cruzeiro EC        | 1            | 0                |   |   |               |               |               |   |   |             |            |             |     |  |              |        |        |
|  | AD Confiança         | 0                 | 0                 |  |  | EC Bahia           | 0            | 2                |   |   |               |               |               |   |   |             |            |             |     |  |              |        |        |
|  | EC Bahia             | 1                 | 1                 |  |  |                    |              |                  |   |   | EC Bahia      | 0             | 0             |   |   |             |            |             |     |  |              |        |        |
|  | EC Pinheiros (PR)    | 0                 | 1                 |  |  |                    |              | Grêmio FBPA      | 1 | 2 |               |               |               |   |   |             |            |             |     |  |              |        |        |
|  | Mixto EC             | 1                 | 2                 |  |  | Mixto EC           | 0            |                  |   |   |               |               |               |   |   |             |            |             |     |  |              |        |        |
|  | Ibiraçu EC           | 0                 | 0                 |  |  | Grêmio FBPA        | 5            | Walkover         |   |   |               |               |               |   |   |             |            |             |     |  |              |        |        |
|  | Grêmio FBPA          | 1                 | 6                 |  |  |                    |              |                  |   |   |               |               |               |   |   |             |            |             |     |  |              |        |        |

## Finalspiele

### Hinspiel
| Sport Recife                                       | Sport Recife | Grêmio FBPA | Grêmio FBPA |
| -------------------------------------------------- | --- | --- | ----------- |
| Sport Recife                                       | \| 26. August 1989 in Recife (Estádio Ilha do Retiro) \| \| Ergebnis: 0:0 \| \| Zuschauer: 36.117 \| \| Schiedsrichter: José de Assis Aragão \| | \| 26. August 1989 in Recife (Estádio Ilha do Retiro) \| \| Ergebnis: 0:0 \| \| Zuschauer: 36.117 \| \| Schiedsrichter: José de Assis Aragão \|              | Grêmio FBPA |
| Sport Recife                                       | Rafael, Betão, Márcio, Aílton, Airton, Rogéri, Cícero, Joécio (André), Barbosa, Marcus Vinícius (Ismael), Edson Cheftrainer: Nereu Pinheiro     | Mazarópi, Alfinete, Luís Eduardo, Edinho, Hélcio, André Schubert, Lino, Cuca, Roberto Assis (Almir), Nando (Darci), Paulo Egídio Cheftrainer: Cláudio Duarte | Grêmio FBPA |
| Sport Recife                                       | Edinho | | Grêmio FBPA |
| 26. August 1989 in Recife (Estádio Ilha do Retiro) | | |             |
| Ergebnis: 0:0                                      | | |             |
| Zuschauer: 36.117                                  | | |             |
| Schiedsrichter: José de Assis Aragão               | | |             |

### Rückspiel
| Grêmio FBPA                                                     | Grêmio FBPA | Sport Recife | Sport Recife |
| --------------------------------------------------------------- | --- | --- | ------------ |
| Grêmio FBPA                                                     | \| 2. September 1989 in Porto Alegre (Estádio Olímpico Monumental) \| \| Ergebnis: 2:1 (1:1) \| \| Zuschauer: 62.807 \| \| Schiedsrichter: José de Assis Aragão \|   | \| 2. September 1989 in Porto Alegre (Estádio Olímpico Monumental) \| \| Ergebnis: 2:1 (1:1) \| \| Zuschauer: 62.807 \| \| Schiedsrichter: José de Assis Aragão \| | Sport Recife |
| Grêmio FBPA                                                     | Mazarópi, Alfinete (Obdulio Trasante), Luís Eduardo, Edinho, Hélcio, Jandir Bugs, Lino, Cuca, Roberto Assis, Nando (Almir), Paulo Egídio Cheftrainer: Cláudio Duarte | Rafael, Betão, Márcio, Aílton, Airton, Rogéri (André), Cícero (Edinho), Joécio, Barbosa, Marcus Vinícius, Edson Cheftrainer: Nereu Pinheiro                        | Sport Recife |
| Grêmio FBPA                                                     | 1:0 Assis (9.) 2:1 Cuca (52.) | 1:1 Mazarópi (31., ET) | Sport Recife |
| Grêmio FBPA                                                     | Alfinete, Assis | Airton | Sport Recife |
| Grêmio FBPA                                                     | Betão (45.) | | Sport Recife |
| 2. September 1989 in Porto Alegre (Estádio Olímpico Monumental) | | |              |
| Ergebnis: 2:1 (1:1)                                             | | |              |
| Zuschauer: 62.807                                               | | |              |
| Schiedsrichter: José de Assis Aragão                            | | |              |

## Die Meistermannschaft
| 1. | Grêmio FBPA |
|    | - Tor: Mazarópi, Beto, Gomes - Abwehr: Vilson, Hélcio, Luís Eduardo, Airton, Jorge Antônio, Edinho, Lima, Ion, Luis Fernando, Alfinete, Fernando Astengo - Mittelfeld: Lino, Rodrigo Caetano, Jorginho Putinatti, Jandir Bugs, Cláudio Freitas, Cristóvão Borges, Darci, Roberto Assis, Paulo Bonamigo, João Antônio, André Schubert, Adílson Heleno, Cuca, Geverton - Angriff: Marcus Vinícius, Sérgio Araújo, Roberto Gaúcho, Paulo Egídio, Nando Lambada, Nando Barros, Sinué, Almir, Gilson, Kita, Nenei |

## Torschützenliste
| Pl. | Nat.        | Spieler         | Verein      | Tore   |
| --- | ----------- | --------------- | ----------- | ------ |
| 1   | Brasilianer | Gérson da Silva | Mineiro     | 7 Tore |
| 2   | Brasilianer | Cuca            | Grêmio      | 6 Tore |
| 3   | Brasilianer | Paulo Egídio    | Grêmio      | 5 Tore |
| 4   | Brasilianer | Neto            | Corinthians | 4 Tore |
| 4   | Brasilianer | Alcindo Sartori | Flamengo    | 4 Tore |
| 4   | Brasilianer | Nando           | Flamengo    | 4 Tore |